# Budynek Zgromadzenia Narodowego w Erywaniu
Budynek Zgromadzenia Narodowego – budynek w Erywaniu, stolicy Armenii, będący siedzibą Zgromadzenia Narodowego. Znajduje się przy alei Marszałka Bagramiana.
Obiekt został zaprojektowany w 1947 roku, a jego głównym architektem był Mark Grigorian. Budowa rozpoczęła się w 1948 roku, a w 1950 roku budynek był gotowy. Obiekt powstał na terenie dawnego sadu, obok starego cmentarza. Pierwotnie pełnił on rolę siedziby Komitetu Centralnego Komunistycznej Partii Armenii. Po uzyskaniu przez Armenię niepodległości w 1991 roku został zaadaptowany na siedzibę Zgromadzenia Narodowego.
27 października 1999 roku miał miejsce atak niewielkiej grupy terrorystów na parlament, w wyniku którego zginął ówczesny premier Armenii, Wazgen Sarkisjan oraz kilku innych wysokich rangą przedstawicieli rządu.